# Agustí de Copons i de Copons
Agustí (o Joan Agustí) de Copons i de Copons (Vilafranca del Penedès, Alt Penedès, 1675 - ibídem, 1737), segon marquès de Moja, fou un noble català filipista, fundador de l'Acadèmia dels Desconfiats de Barcelona.

## Biografia
Era fill de Ramon de Copons i de Grimau. El seu títol passà al seu fill Gaietà Lluís de Copons i d'Oms i, a la mort d'aquest, al seu altre fill Josep de Copons i d'Oms. Aquest darrer fou qui, amb la seva muller, marquesa de Cartellà, feu construir el Palau Moja a la Rambla de Barcelona.
Fou gentilhome de cambra del rei. Participà en la batalla de Luzzara (1702), a Itàlia, amb les tropes de Felip V de Castella que s'afegiren a les forces de l'aliança borbònica que lluitaven contra l'exèrcit imperial comandat pel príncep Eugeni de Savoia, en el marc de la Guerra de Successió Espanyola.
El 1718 fou nomenat regidor del primer Ajuntament de Barcelona, fruit del Decret de Nova Planta.